# La Libertad (Zamboanga del Norte)
La Libertad è una municipalità di quinta classe delle Filippine, situata nella Provincia di Zamboanga del Norte, nella regione della Penisola di Zamboanga.
La Libertad è formata da 13 baranggay:
- El Paraiso
- La Union
- La Victoria
- Mauswagon
- Mercedes
- New Argao
- New Bataan
- New Carcar
- Poblacion
- San Jose
- Santa Catalina
- Santa Cruz
- Singaran